# 夏尔·阿默兰
夏尔·阿默兰（法語：Charles Hamelin，法語發音：[ʃaʁl am.lɛ̃]，1984年4月14日—），中文媒体亦译为查尔斯·哈梅林，加拿大男子短道速滑运动员。他是2010年温哥华冬奥会500米和5000米接力双料冠军。弟弟弗朗索瓦同样也是短道速滑运动员。

## 职业生涯
2010年温哥华冬奥会中，哈梅林获得500米和5000米接力两枚金牌。

## 资料来源
1. ↑  . 新浪财经. 2022-04-10  [2024-03-22]. （原始内容存档于2024-03-22）.
2. ↑  . Reuters. 2010-02-27  [2010-11-09]. （原始内容存档于2020-11-24）.